# 吉田悠軌
吉田 悠軌（よしだ ゆうき、1980年 - ）は、日本の編集者、作家、随筆家、怪談師。
怪談サークル「とうもろこしの会」会長。東京都八王子市出身。

## 概要
中央大学附属高等学校在学中は演劇と映画に興味があり、演劇愛好会を1人で立ち上げる。早稲田大学第一文学部演劇映像コースに進学してからは映画サークルに入る。大学在学中は大島渚や原一男の先鋭的なドキュメンタリー映画に熱中した。
大学卒業後の就職活動に恵まれていなかった2005年に、高校時代からの友人と行った稲川淳二の怪談ライブに影響されて「怪談サークル とうもろこしの会」を結成する。
その後、雑誌のライターや『オカルトスポットマガジン 怪処』編集長、クレイジージャーニー出演など、主に怪談・オカルトの分野で活動を行っている。

## 書籍

### 単著
- 放課後怪談部（2011年、六月書房）ISBN 978-4434154706
- ホラースポット探訪ナビ：日本全国のヤバイところに行ってきた!（2014年、学研パブリッシング）ISBN 978-4054060630
- 怪談現場 東京23区（2016年、イカロス出版）ISBN 978-4802202015

#### 2017年
- 恐怖実話 怪の足跡（竹書房）ISBN 978-4801909786
- 恐怖実話 怪の足跡【分冊版】『エカマイのマンション』
- 一行怪談（PHP研究所）ISBN 978-4569767369
- 怪談現場 東海道中（イカロス出版）ISBN 978-4802203920
- 禁足地帯の歩き方（学研プラス）ISBN 978-4054066021
- 恐怖実話 怪の手形（竹書房）ISBN 978-4801913325

#### 2018年
- 一行怪談漢字ドリル 小学1・2年生（幻冬舎）ISBN 978-4344979789 [7]
- 一行怪談(二)（PHP研究所）ISBN 978-4569768458
- ムー実話怪談「恐」選集（学研プラス）ISBN 978-4054066588 [8]
- 禁足地巡礼（扶桑社）ISBN 978-4594080839 [9]
- 一行怪談漢字ドリル 小学3年生（幻冬舎）ISBN 978-4344992153

#### 2019年
- 日めくり怪談（集英社）ISBN 978-4087880229
- うわさの怪談 異世界への扉は、すぐそこにある。（三笠書房）ISBN 978-4837969143
- 恐怖実話 怪の残像（竹書房）ISBN 978-4801917873

#### 2020年
- 恐怖実話 怪の残響（竹書房）ISBN 978-4801922211

#### 2021年
- 一生忘れない怖い話の語り方 すぐ話せる「実話怪談」入門（KADOKAWA）ISBN 978-4041109120
- 恐怖実話 怪の残滓（竹書房）ISBN 978-4801925908

### 共著
- シックスサマナ（SIXSAMANA）
  - 第12号 病める日本の処世術（2014年）
  - 第18号 おとなの修学旅行（2015年）
  - 第20号 真夏の夜の被害妄想（2015年）
- 考える「珍スポット」 知的ワンダーランドを巡る旅（2016年、文芸社）ISBN 978-4286173085
- 潜入せよ!!日本裏現場〜気になるけど触れられない怪しいスポット編〜（2017年、大洋図書）
- 神隠し〜現代怪異譚集（2018年、洋泉社）ISBN 978-4800315274
- 怪談四十九夜 鬼気（2020年、竹書房）ISBN 978-4801922556
- 怖いうわさ ぼくらの都市伝説 1〜5（2020年、教育画劇）絵：ネルノダイスキ、ISBN 978-4774631622
- 実話怪談 犬鳴村（2021年、竹書房）ISBN 978-4801925274
- オカルト探偵ヨシダの実話怪談 ファイル1 猫おばさん（2021年、岩崎書店）絵：市川友章、ISBN 978-4265014712

### 編集
- オカルト探訪マガジン 怪処（2011年 - 2016年、とうもろこしの会）[10]

### ウェブ連載
- ムーPLUS（学研プラス）
- TOCANA（サイゾー）[11]
- 文春オンライン（文藝春秋）[12]
- 現代ビジネス（講談社）
- URBAN LIFE METRO[13]

## 出演

### テレビ
- 怪談グランプリ（2009年 - 、関西テレビ）2010年・2012年出場
- クレイジージャーニー（2015年 - 2019年、TBS）出演多数
- 怪談のシーハナ聞かせてよ。（2016年 - 、エンタメ〜テレ）出演多数
- 実話怪談倶楽部（2017年 - 、フジテレビONE）出演多数
- 東京怪奇酒（2021年 、テレビ東京）第2話[14]
- 口を揃えた怖い話 戦慄最恐スポット＆シン・学校の怪談SP（2022年7月11日、TBS）
- バズマンTV（2025年2月21日、テレビ朝日） - 番組内企画で短編漫画の原作も担当[15][16]

### 映画
- 都市霊伝説 心霊工場（2010年、ムービープラネット）[17]
- シロメ（2010年）
- 戦慄怪奇ファイル コワすぎ!史上最恐の劇場版（2014年）
- 緊急検証！THE MOVIE ネッシーvsノストラダムスvsユリ・ゲラー（2019年、東北新社）
- 樹怪談（2021年 ファミリー劇場）
- 学級怪（2021年 ファミリー劇場）
- 戦慄怪奇ワールド コワすぎ!（白石晃士監督作品、2023年9月8日）

### オリジナルビデオ
- 戦慄怪奇ファイル コワすぎ!劇場版・序章【真説・四谷怪談 お岩の呪い】（2013年）
- 怪奇蒐集者 吉田悠軌（2016年、楽創舎）
- 怪奇蒐集者 暗黒死華集III（2018年）
- 怪奇蒐集者 暗黒死華集IV（2018年）
- 怪奇蒐集者 吉田悠軌2（2020年）